# Ваца (Арђеш)
Ваца (рум. Vața) насеље је у Румунији у округу Арђеш у општини Ведеа. Oпштина се налази на надморској висини од 333 m.

## Становништво
Према подацима из 2002. године у насељу је живело 277 становника, од којих су сви румунске националности.